# Municipio de Oregon (Míchigan)
El municipio de Oregon (en inglés: Oregon Township) es un municipio ubicado en el condado de Lapeer en el estado estadounidense de Míchigan. En el año 2010 tenía una población de 5786 habitantes y una densidad poblacional de 63,47 personas por km².

## Geografía
El municipio de Oregon se encuentra ubicado en las coordenadas 43°5′24″N 83°23′55″O / 43.09000, -83.39861. Según la Oficina del Censo de los Estados Unidos, el municipio tiene una superficie total de 91.16 km², de la cual 84,31 km² corresponden a tierra firme y (7,51 %) 6,85 km² es agua.

## Demografía
Según el censo de 2010, había 5786 personas residiendo en el municipio de Oregon. La densidad de población era de 63,47 hab./km². De los 5786 habitantes, el municipio de Oregon estaba compuesto por el 97,06 % blancos, el 0,12 % eran afroamericanos, el 0,47 % eran amerindios, el 0,4 % eran asiáticos, el 0,5 % eran de otras razas y el 1,45 % eran de una mezcla de razas. Del total de la población el 2,23 % eran hispanos o latinos de cualquier raza.